# Грань (притока Красохи)
Грань — річка в Маневицькому районі Волинської області, права притока Кросохи (басейн Дніпра).

## Опис
Довжина річки приблизно 10 км. Висота витоку річки над рівнем моря — 182 м, висота гирла — 170 м, падіння річки — 12 м, похил річки — 1,2 м/км.

## Розташування
Бере початок на західній околиці села Чорниж. Тече переважно на північний захід і на південно-західній околиці села Красноволя впадає в річку Красоху, ліву притоку Кормину.